# Francesco Cavina
Francesco Cavina (Faenza, 17 febbraio 1955) è un vescovo cattolico italiano, dal 26 giugno 2019 vescovo emerito di Carpi.

## Biografia
Nasce a Faenza, sede vescovile in provincia di Ravenna, il 17 febbraio 1955. Vive con la famiglia a San Lorenzo di Lugo, nella diocesi di Imola.

### Formazione e ministero sacerdotale
Compie gli studi ginnasiali nel seminario diocesano a Imola, cui seguono quelli liceali e teologici nel seminario regionale di Bologna.
Il 15 maggio 1980 è ordinato presbitero, nella cattedrale di San Cassiano ad Imola, dal vescovo Luigi Dardani. Dopo l'ordinazione è vicerettore del seminario regionale di Bologna, dal 1980 al 1984.
Nel 1981 ottiene la licenza in teologia dogmatica. Prosegue gli studi a Roma nell'Almo collegio Capranica e alla Pontificia Università Lateranense, dal 1985 al 1987, conseguendo il dottorato in diritto canonico.
Dal 1987 al 1996 è assistente dei giovani di Azione Cattolica e collaboratore parrocchiale presso la parrocchia di Sant'Agata ad Imola; dal 1990 al 1993, difensore del vincolo e giudice presso il Tribunale Flaminio di Bologna; dal 1991 al 1995, vice cancelliere vescovile e nel 1995 cancelliere vescovile. Nel 1991 diventa canonico della cattedrale di Imola. Dal 1993 al 2011 ricopre l'incarico di giudice presso il Tribunale Flaminio di Bologna.
Dal 1996 al 2011 svolge la mansione di officiale della Segreteria di Stato della Santa Sede, presso la sezione per i rapporti con gli Stati.
Insegna presso l'«Istituto Superiore di Scienze Religiose all'Apollinare» (ISSRA) della Pontificia Università della Santa Croce.

### Ministero episcopale
Il 14 novembre 2011 papa Benedetto XVI lo nomina vescovo di Carpi; succede ad Elio Tinti, dimessosi per raggiunti limiti d'età. Il 22 gennaio 2012 riceve l'ordinazione episcopale, nella cattedrale di Imola, dal cardinale Tarcisio Bertone, co-consacranti l'arcivescovo Dominique Mamberti e il vescovo Tommaso Ghirelli. Il 5 febbraio prende possesso della diocesi.

Nel maggio 2012 visita più volte i luoghi della diocesi colpita dal sisma, conforta la popolazione e rivolge un appello all'aiuto per la diocesi maggiormente colpita dall'evento. Il 26 giugno riceve a San Marino di Carpi e a Rovereto di Novi papa Benedetto XVI in visita ai luoghi terremotati. Nei giorni successivi, venti guardie svizzere offrono il proprio aiuto a sostegno della popolazione colpita dal sisma. In merito il vice comandante del Corpo della Guardia Svizzera Pontificia Christoph Graf dichiarerà:
«Il capitano Lorenzo Merga e molti altri membri del Corpo conoscono l’attuale vescovo di Carpi, monsignor Francesco Cavina, fin da quando lavorava in Segreteria di Stato. Hanno proposto di mettersi a sua disposizione per qualche giorno e di prestare servizio nella sua diocesi»
Istituisce in diocesi un fondo per promuovere idee imprenditoriali «che, a causa della lunga crisi economica, risultano escluse dal sistema del credito bancario per ragioni connesse alla mancanza di garanzie o a situazioni di precarietà, ma che intendono diventare economicamente autosufficienti e interagire nel tessuto sociale ed economico attraverso l'esercizio di un'attività lavorativa autonoma nuova o già esistente».
Il 14 maggio 2015 riceve presso il Salone d'Onore della Guardia di Finanza di Roma il premio internazionale "Liberi di crescere" conferito dall'associazione "La Caramella Buona" con la seguente motivazione:
Dal 1º al 4 aprile 2016 si reca in visita ai profughi cristiani di Erbil nel Kurdistan iracheno portando 100.000 euro di aiuti donati direttamente da papa Francesco; ripete poi il viaggio nel settembre dello stesso anno e a marzo 2017. Il 5 marzo 2021 in occasione del viaggio di Papa Francesco in Iraq definisce i cristiani di quei territori «Esempio per le Chiese in Occidente»
Il 27 maggio 2016 inaugura a San Giacomo Roncole, in comune di Mirandola, una stele in memoria delle vittime del sisma del 20 e 29 maggio 2012.
Il 23 giugno 2016 rende noto che la cattedrale di Carpi, chiusa dopo il sisma del 2012, sarà riaperta al culto il 25 marzo 2017 alla presenza del cardinale segretario di Stato Pietro Parolin.
Il 28 febbraio 2017 annuncia che papa Francesco si recherà in visita pastorale nella diocesi di Carpi domenica 2 aprile 2017, con le seguenti parole: «Sono lieto di annunciare la visita pastorale che il Santo Padre farà alla nostra Diocesi il giorno 2 aprile 2017 e per questo ringrazio profondamente Sua Santità Francesco che viene ad incontrare una Chiesa che sta facendo un cammino significativo di fede e che vive un momento di speranza dopo le conseguenze del sisma del 2012».
Il 18 aprile 2018 intercede presso la Santa Sede rendendo possibile l'incontro tra papa Francesco e Thomas Evans, padre del piccolo Alfie affermando che il caso «ha avuto il merito di risvegliare le coscienze di tanti, cristiani e laici, che hanno espresso la loro preoccupazione per la sorte dell'uomo».
Il 5 maggio 2019 inaugura a Carpi, alla presenza del cardinale Gualtiero Bassetti, arcivescovo di Perugia-Città della Pieve e presidente della CEI, e delle autorità civili, militari e religiose, la riapertura del museo diocesano d'arte sacra "Cardinale Rodolfo Pio di Savoia", chiuso a seguito del sisma del 2012.
Il 26 giugno 2019 papa Francesco accoglie la sua rinuncia al governo pastorale della diocesi. La decisione di Cavina viene maturata in seguito al coinvolgimento nell'indagine su un presunto giro di malaffare locale, posizione che è stata archiviata; viene contestualmente nominato amministratore apostolico della diocesi l'arcivescovo di Modena-Nonantola Erio Castellucci, il quale gli succede come vescovo ordinario il 7 dicembre 2020.
Il 21 settembre 2019 presiede la solenne santa messa in occasione della riapertura del duomo di Mirandola, restaurato e riaperto il culto dopo la chiusura avvenuta a seguito del terremoto del 2012.
Il 10 novembre 2022 il Comune di Mirandola gli conferisce la Benemerenza civica per «l’impegno profuso nella ricostruzione morale, materiale e spirituale della comunità mirandolese a seguito del Sisma Emilia del 2012», qualificandolo come «Un pastore, che ha correttamente assunto l'appellativo di "Vescovo della Ricostruzione"»

## Genealogia episcopale
La genealogia episcopale è:
- Cardinale Scipione Rebiba
- Cardinale Giulio Antonio Santori
- Cardinale Girolamo Bernerio, O.P.
- Arcivescovo Galeazzo Sanvitale
- Cardinale Ludovico Ludovisi
- Cardinale Luigi Caetani
- Cardinale Ulderico Carpegna
- Cardinale Paluzzo Paluzzi Altieri degli Albertoni
- Papa Benedetto XIII
- Papa Benedetto XIV
- Cardinale Enrico Enriquez
- Arcivescovo Manuel Quintano Bonifaz
- Cardinale Buenaventura Córdoba Espinosa de la Cerda
- Cardinale Giuseppe Maria Doria Pamphilj
- Papa Pio VIII
- Papa Pio IX
- Cardinale Gustav Adolf von Hohenlohe-Schillingsfürst
- Arcivescovo Salvatore Magnasco
- Cardinale Gaetano Alimonda
- Cardinale Agostino Richelmy
- Vescovo Giuseppe Castelli
- Vescovo Gaudenzio Binaschi
- Arcivescovo Albino Mensa
- Cardinale Tarcisio Bertone, S.D.B.
- Vescovo Francesco Cavina

## Riconoscimenti
- Premio internazionale "Liberi di crescere" dell'ONLUS "La Caramella buona. Contro gli abusi sui minori". Roma, 14 maggio 2015
- Benemerenza civica del Comune di Mirandola. Mirandola, 10 novembre 2022